# McMahon-Inseln
Die McMahon-Inseln sind zwei kleine, felsige und bis zu 60 m hohe Inseln vor der Küste des ostantarktischen Enderbylands. Sie liegen 800 m nördlich der Thala Hills und sind von diesen durch die Kitovyy Strait getrennt.
Luftaufnahmen der Australian National Antarctic Research Expeditions (ANARE) aus dem Jahr 1956 dienten ihrer Kartierung. Eine ANARE-Mannschaft besuchte sie im Februar 1961. Das Antarctic Names Committee of Australia benannte sie nach Francis Patrick McMahon, der als Logistiker der Australian Antarctic Division mehrere Expeditionen zur Macquarieinsel geleitet hatte und stellvertretender Leiter bei einigen Expeditionen nach Antarktika war.